# Ankarinoro
Ankarinoro est une ville et commune rurale malgache située dans la partie nord-est de la région d'Amoron'i Mania. Cette commune est reliée par une route jusqu'au village d'Ambatoharanana.

## Géographie
Elle est située à 20 km au sud-est du chef-lieu de District. Elle est divisée en 8 Fokotany. Sa superficie est de 24200ha, mais la majorité de celle-ci est encore recouverte par des forêts vierges (partie Est). Le taux de boisement était de 44% en 2004. 

## Démographie
En 2001, Ankarinori comptait 7000 habitants.
En 2004, 7336 habitants ont été recensés. 
On compte environ 30 habitants par km2, ces habitants sont repartis dans 8 fokontanys.

## Économie
L'économie de cette ville est basée sur l'agriculture, on estime que 98% de la population sont des fermiers, malgré une faible productivité dû à la non-productivité d'une grande partie des sols, les habitants doivent parfois migrer vers une autre commune pour leurs cultures.
Les cultures les plus importantes sont celles du riz, des haricots, du manioc et de la patate douce.

## Education
L'éducation primaire et secondaire est disponible en ville.